# Dobrzyca (gromada w powiecie koszalińskim)
Dobrzyca – dawna gromada, czyli najmniejsza jednostka podziału terytorialnego Polskiej Rzeczypospolitej Ludowej w latach 1954–1972.
Gromady, z gromadzkimi radami narodowymi (GRN) jako organami władzy najniższego stopnia na wsi, funkcjonowały od reformy reorganizującej administrację wiejską przeprowadzonej jesienią 1954 do momentu ich zniesienia z dniem 1 stycznia 1973, tym samym wypierając organizację gminną w latach 1954–1972.
Gromadę Dobrzyca z siedzibą GRN w Dobrzycy utworzono – jako jedną z 8759 gromad na obszarze Polski – w powiecie koszalińskim w woj. koszalińskim na mocy uchwały nr 43/54 WRN w Koszalinie z dnia 5 października 1954. W skład jednostki weszły obszary dotychczasowych gromad Dobrzyca, Wierzchomino, Wierzchominko, Słowienkowo, Strzepowo i Smolne ze zniesionej gminy Dobrzyca w tymże powiecie. Dla gromady ustalono 22 członków gromadzkiej rady narodowej.
1 stycznia 1958 do gromady Dobrzyca włączono wieś Strachomino ze zniesionej gromady Tymień w tymże powiecie.
31 grudnia 1961 z gromady Dobrzyca wyłączono obszar gruntów PGR Rusowo (212,27 ha), włączając go do gromady Ustronie Morskie w powiecie kołobrzeskim w tymże województwie.
31 grudnia 1968 do gromady Dobrzyca włączono obszar zniesionej gromady Miłogoszcz  w tymże powiecie.
Gromada przetrwała do końca 1972 roku, czyli do kolejnej reformy gminnej. 1 stycznia 1973 w powiecie koszalińskim reaktywowano gminę Dobrzyca (zniesioną ponownie w 1976 roku).